# Этока (река)
Этока́ (кабард.-черк. Ятӏэкъуэ) — река в России, протекает в Ставропольском крае и Кабардино-Балкарии. Устье реки по правому берегу Подкумка, у города Георгиевск. Длина реки составляет 61 км, площадь водосборного бассейна 394 км².
На реке находятся населённые пункты (от истока): Этока, Тамбукан, Этоко, Зелёный, Пятигорский, Родниковый, Верхнетамбуканский, Нижнеэтокский.

## Данные водного реестра
По данным государственного водного реестра России относится к Западно-Каспийскому бассейновому округу, водохозяйственный участок реки — Кума от впадения реки Подкумок до Отказненского гидроузла, речной подбассейн реки — подбассейн отсутствует. Речной бассейн реки — Бессточные районы междуречья Терека, Дона и Волги.
По данным геоинформационной системы водохозяйственного районирования территории РФ, подготовленной Федеральным агентством водных ресурсов:
- Код водного объекта в государственном водном реестре — 07010000612108200001935
- Код по гидрологической изученности (ГИ) — 108200193
- Код бассейна — 07.01.00.006
- Номер тома по ГИ — 08
- Выпуск по ГИ — 2